# Copalillo
Copalillo è un comune del Messico, situato nello stato di Guerrero.